# .ir
.ir ist die länderspezifische Top-Level-Domain (ccTLD) Irans. Sie wurde am 6. April 1994 eingeführt und wird vom Institute for Research in Fundamental Sciences (IRNIC) in der Hauptstadt Teheran verwaltet.

## Eigenschaften
Eine .ir-Domain darf insgesamt zwischen drei und 63 Zeichen lang sein, die Konnektierung dauert in der Regel vier Tage. Für die Registrierung wird von Unternehmen die Handelsregisternummer sowie bei Privatpersonen die Ausweisnummer sowie die ausstellende Behörde verlangt.
Die letzte bekannte Änderung der Vergabekriterien fand im Jahr 2008 statt. IRNIC erregte Aufmerksamkeit, da damals die Gebühren für .ir-Domains gesenkt wurden, während sich die Mehrheit anderer ccTLDs verteuert hat. Im Mai 2008 waren schätzungsweise 90.000 Adressen unter der Top-Level-Domain registriert.

## Internationalisierung
Die Verwendung von internationalisierten Domainnamen wurde zunächst nicht unterstützt, ist nun aber möglich. Die IDN-Endung wurde im Oktober 2010 im Rahmen des sogenannten IDN Fast Track Process der ICANN angenommen, an dem sich neben der Iranischen Republik Iran auch Indien, Syrien und Taiwan beteiligt haben. Mit Stand von November 2012 war die IDN-Domain jedoch noch nicht genutzt. Die internationalisierte Fassung von .ir ist ایران. (.īrān), wobei diese in Punycode aus technischen Gründen auf zwei Varianten abgebildet werden.
Im Oktober 2011 wurde bekannt, dass im Rahmen des newTLD-Programms außerdem eine Bewerbung für die Einführung der ausgeschriebenen Domain .iran besteht.

## Spezialisierte Domains
Es gibt eine Reihe von Domains auf zweiter Ebene, die einen bestimmten Zweck haben:
- .ac.ir – akademische Institutionen
- .co.ir – kommerzielle Organisationen
- .gov.ir – Regierung
- .id.ir – Personen
- .net.ir – Internet Service Provider
- .org.ir – gemeinnützige Organisationen
- .sch.ir – Schulen